# Вільямс-Крік (Індіана)
Вільямс-Крік (англ. Williams Creek) — місто (англ. town) в США, в окрузі Меріон штату Індіана. Населення — 430 осіб (2020).

## Географія
Вільямс-Крік розташований за координатами 39°54′0″ пн. ш. 86°9′1″ зх. д. / 39.90000° пн. ш. 86.15028° зх. д. (39.900124, -86.150242).  За даними Бюро перепису населення США в 2010 році місто мало площу 0,87 км², уся площа — суходіл.

## Демографія
Згідно з переписом 2010 року, у місті мешкало 407 осіб у 146 домогосподарствах у складі 119 родин. Густота населення становила 470 осіб/км².  Було 155 помешкань (179/км²).
Расовий склад населення:
| - 96,1 % — білих - 1,5 % — азіатів - 1,0 % — чорних або афроамериканців |

До двох чи більше рас належало 1,0 %. Частка іспаномовних становила 2,5 % від усіх жителів.
За віковим діапазоном населення розподілялося таким чином: 30,2 % — особи молодші 18 років, 49,4 % — особи у віці 18—64 років, 20,4 % — особи у віці 65 років та старші. Медіана віку мешканця становила 46,8 року. На 100 осіб жіночої статі у місті припадало 97,6 чоловіків;  на 100 жінок у віці від 18 років та старших — 90,6 чоловіків також старших 18 років.
Середній дохід на одне домашнє господарство  становив 265 288 доларів США (медіана — 174 375), а середній дохід на одну сім'ю — 292 461 долар (медіана — 205 625). За межею бідності перебувало 6,8 % осіб, у тому числі 8,0 % дітей у віці до 18 років та 7,9 % осіб у віці 65 років та старших.
Цивільне працевлаштоване населення становило 153 особи. Основні галузі зайнятості: освіта, охорона здоров'я та соціальна допомога — 30,1 %, науковці, спеціалісти, менеджери — 20,3 %, виробництво — 12,4 %, фінанси, страхування та нерухомість — 11,8 %.